# Garhanga
Garhanga este o comună rurală din departamentul Keita, regiunea Tahoua, Niger, cu o populație de 48.270 de locuitori (2001).